# Любань (Білорусь)
Любань (біл. Любань) — місто в Мінській області Білорусі, центр Любанського района.